# Mohamed Karkouri
Mohamed Karkouri (ur. 20 grudnia 1975) – marokański piłkarz, grający jako obrońca.

## Klub

### FAR Rabat
Zaczynał karierę w FAR Rabat, do którego dołączył w 2006 roku. Z tym zespołem występował w Afrykańskiej Lidze Mistrzów (zagrał dwa mecze).

### Olympic Safi
1 sierpnia 2008 roku został zawodnikiem Olympic Safi.
W latach 2007–2012 zagrał 65 meczów i strzelił jedną bramkę.

### JS Massira
1 lipca 2012 roku został zawodnikiem JS Massira.
1 lipca 2016 roku ogłosił zakończenie kariery piłkarskiej.